# Лорен, Диллан
Диллан Лорен (англ. Dillan Lauren, род. 11 августа 1982 года) — американская порноактриса.

## Биография
Лорен — испанского и итальянского происхождения. Была чирлидиршей в средней школе.
В 15 лет она сбежала из дому и не видела родителей более 5 лет. Позже начала работать, танцуя в стрип-клубах в Лас-Вегасе. Диллан впервые начал выступать в откровенных хардкорных фильмах в 2003 году. Покинула порноиндустрию в 2006 году.
У неё есть несколько татуировок, а также пирсинг в пупке и обеих ноздрях.
Лорен участвовала в драке с Эйв Винсент в эпизоде «Cousin Stevie’s Pussy Party» сериала Family Business на канале Showtime.
По данным на 2020 год, Диллан Лорен снялась в 194 порнофильмах.

## Премии и номинации
- 2006 AVN Awards в категории «Лучшая сцена группового секса — фильм» — Dark Side (с Алисией Алигатти, Penny Flame, Хиллари Скотт, Рэнди Спирс и Джоном Уэстом)[5]
- 2006 номинация на AVN Awards в категории «Лучшая сцена анального секса — видео» за фильм Raw Desire.
- 2006 номинация на AVN Awards в категории «Самая жёсткая сцена секса» за фильм Vault of Whores (вместе с Катей Кассин, Talon).
- 2006 номинация на AVN Awards в категории «Исполнительница года».
- 2008 номинация на AVN Awards в категории «Лучшая сцена орального секса — фильм» за фильм Flasher

## Фильмография
Некоторые работы: Ass Factor 3, Absolute Ass, Anal Addicts 20, Backsiders — The 3rd Input, Blow Me Sandwich 7, Deep In Style, Girlvana, Hellfire Sex 4, Oral Antics 2, Penetration Nation, Pussy Party 12: Anal Mimosas, Too Hot for Anal.